# Chủ nghĩa hiện đại Hanshinkan
Chủ nghĩa hiện đại Hanshinkan (阪神間モダニズム) nhận dạng nghệ thuật, văn hóa và lối sống kiểu hiện đại phát triển từ khu vực ở Nhật Bản tập trung chủ yếu vào chùm đô thị Hanshinkan giữa Osaka và Kobe, khu vực có địa hình lý tưởng giữa Dãy Rokkō và biển (các quận Nada và Higashi Nada, Ashiya, Takarazuka, Nishinomiya, Itami, Amagasaki, Sanda và Kawanishi) từ thập niên 1900 đến thập niên 1930.

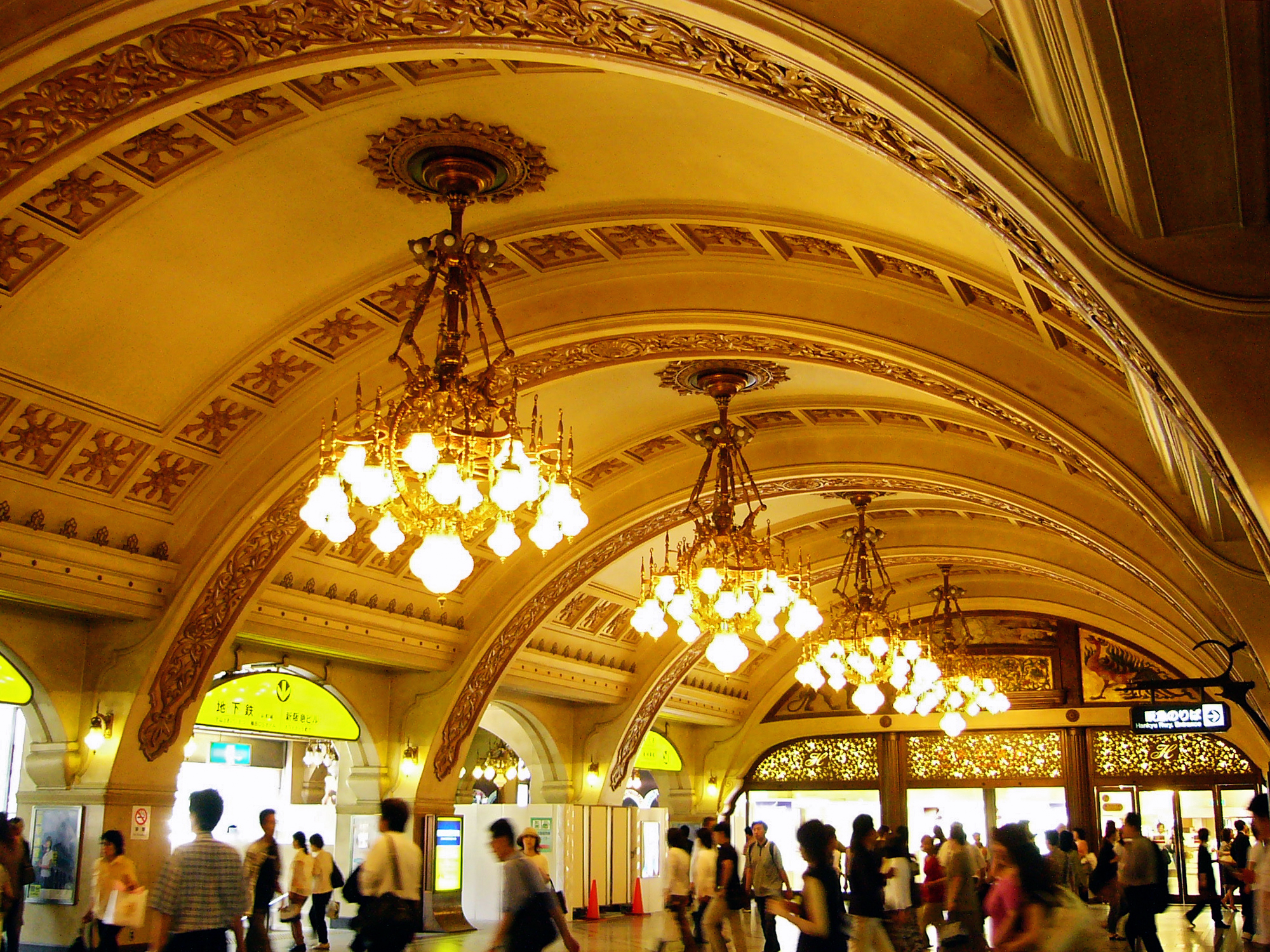
Phòng chờ Ga Hankyu Umeda Cũ ở Osaka.

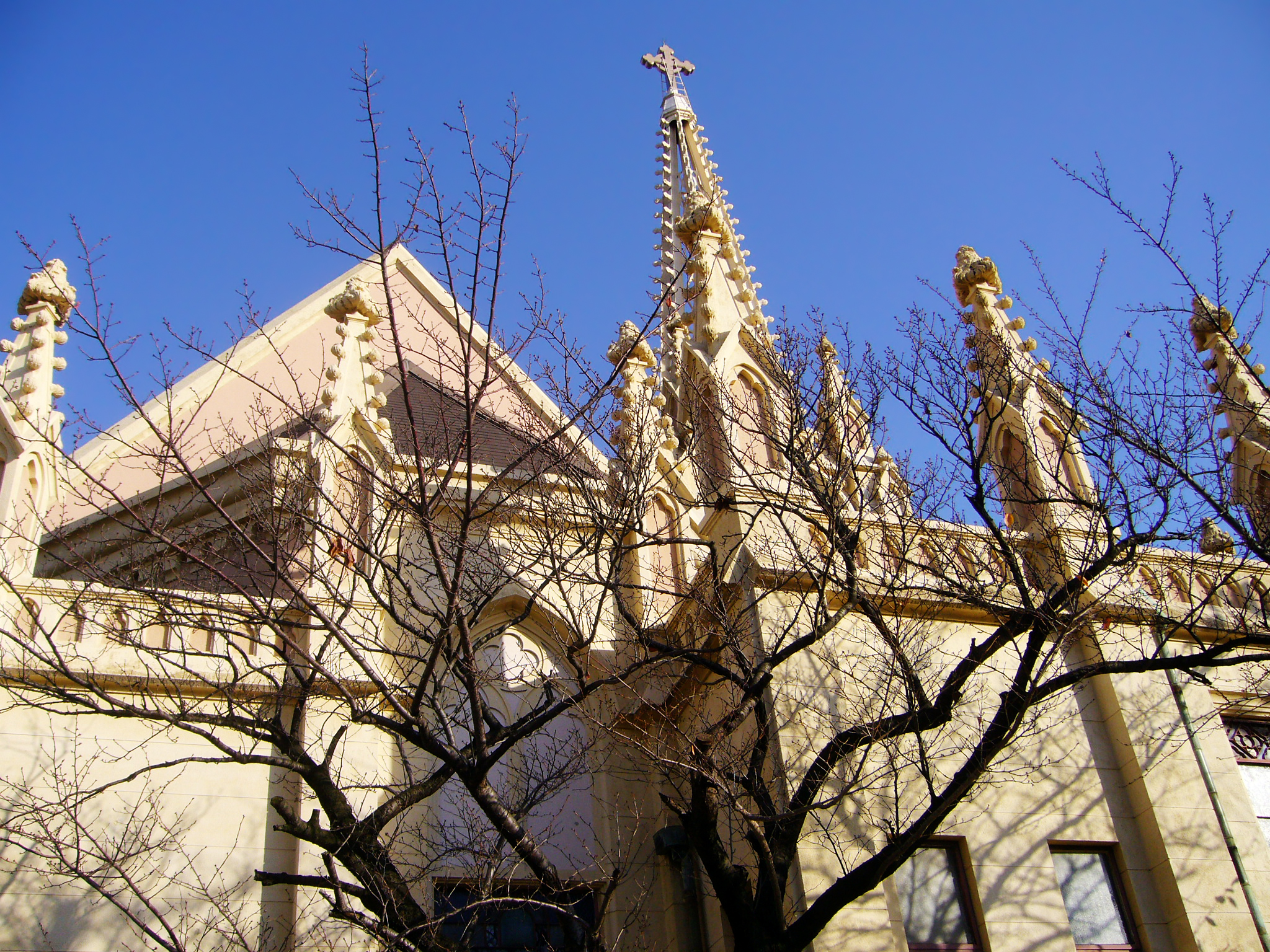
Nhà thờ Công giáo Shukugawa ở Nishinomiya.

Cùng với quá trình ngoại ô hóa của khu vực Vịnh Osaka vẫn tiếp tục phát triển sau năm 1923, trái ngược với khu vực Vịnh Tokyo mà quá trình đô thị hóa tạm thời bị đình chỉ do trận động đất lớn Kantō, phạm vi văn hóa của chủ nghĩa hiện đại Hanshinkan lan rộng đến Ikeda, Minoh và Toyonaka ở tỉnh Osaka, và các quận Suma và Tarumi của Kobe.
Chủ nghĩa này là một khái niệm về lịch sử văn hóa khu vực từng được sử dụng trong các tác phẩm như Lifestyle and Urban Culture: Hanshinkan Modernism Light and Shadow Nó đã trở thành chủ đề nghiên cứu cho sự ra đời của các hiện tượng văn hóa ở khu vực này liên quan đến quá trình 77 năm hiện đại hóa của Nhật Bản trước chiến tranh từ thời Minh Trị Duy tân cho đến khi kết thúc Thế chiến thứ hai, ngoại trừ quá trình tái thiết sau chiến tranh, kỳ tích kinh tế nhanh chóng, nền kinh tế bong bóng và sự xuất hiện của nước Nhật đương đại thời hậu chiến.
Sau chiến tranh Nhật–Thanh (1894–1895), Osaka trở thành trung tâm kinh tế lớn nhất của Nhật Bản, và Kobe phát triển thành thành phố cảng lớn nhất ở Phương Đông. Tuy nhiên, do sự mở rộng công nghiệp của cả hai thành phố đã khiến điều kiện sống ở khu vực thành thị ngày càng xấu đi. Ảnh hưởng của chủ nghĩa này có thể được nhìn thấy trong công trình xây dựng đương đại ở vùng Kantō trong các cơ sở nghỉ dưỡng kiểu phương Tây và các khu nhà nghỉ dưỡng cao cấp như Karuizawa, và các khu dân cư ngoại ô Tokyo như Den-en-chōfu.